# Polyipnus indicus
Polyipnus indicus és una espècie de peix pertanyent a la família dels esternoptíquids.

## Descripció
- Fa 6 cm de llargària màxima.[5][6]

## Hàbitat
És un peix marí i bentopelàgic que viu entre 50 i 500 m de fondària.

## Distribució geogràfica
Es troba a l'Índic occidental: Tanzània.

## Observacions
És inofensiu per als humans.